# Манастир Вороњец
Манастир Вороњец је манастир Сучавске архиепископије Румунске православне цркве, који се налази у селу Воронет у близини града Гура Хуморулуи. Манастир је познат по свом католикону - цркви Светог Ђорђа, осликаној и изнутра и споља, а 1993. године уврштен на Унескову светску баштину.
Манастир је основао владар Молдавске кнежевине Стефан III Молдавски у част победе у бици код Васлуја и грађен је од маја до новембра 1488. године. Према предању, Стефан је у једном од неповољних тренутака рата са Отоманским царством дошао по савет код монаха Даниила Пустињака, који је живео у Вороњецу. После победе у бици, одржао је обећање Данилу и основао манастир у Вороњецу, посветивши главну цркву Светом Георгију, који је донео победу у бици. Да је црква подигнута 1488. године за мање од четири месеца говори и натпис изнад њеног улаза.
У манастиру Вороњец замонашио се Григорије Рошка, будући митрополит молдавски.
Црква Светог Ђорђа обухвата три апсиде, олтар, централни део (наос) са кулом и портом. Григориеј Рошка је 1547. године додао предворје на западној страни цркве. Црква је једина сачувана историјска грађевина манастира.
Фреске Вороњеца карактерише превласт плаве боје. Најупечатљивија манифестација овог плавог тона је фреска Страшног суда, направљена на спољном зиду 1547. године.
У манастиру је сахрањен свети Данило Отшелник. Под комунистичком влашћу, манастир је затворен и обновљен тек 1991. године као метох.